# Печенюк Віталій Сергійович
Віта́лій Сергі́йович Печеню́к — солдат Національної гвардії України, учасник російсько-української війни, що загинув у ході російського вторгнення в Україну в 2022 році.

## Життєпис
Народився 1 червня 2000 року в місті Козятині Вінницької області. Навчався в місцевій школі № 2. У 2015 році вступив до залізничного училища, яке закінчив за спеціальністю електрик контактної мережі. З 2018 року працював за місцем проживання у виробничому підрозділі електропостачання. 2 липня 2020 року призваний на строкову військову службу до Національної гвардії України. Після проходження служби, в липні 2021 року, уклав контракт. Служив у роті оперативного призначення.
З початком повномасштабного російського вторгнення в Україну брав участь у бойових діях. 20 березня 2022 року Віталій Печенюк потрапив під ворожий мінометний обстріл та загинув у місті Волновасі Донецької області.
27 березня 2022 року, на центральній площі міста Козятина, відбулося урочисте прощання з двома загиблими захисниками: Віталієм Печенюком та Артуром Венжиком.

## Нагороди
- Орден «За мужність» III ступеня (2022, посмертно) — за особисту мужність і самовіддані дії, виявлені у захисті державного суверенітету та територіальної цілісності України, вірність військовій присязі.